# تعقد

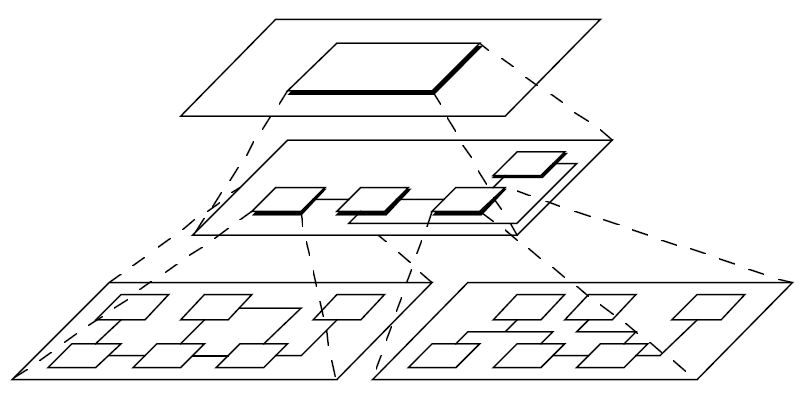

التعقيد (بالإنجليزية: Complexity)‏ عكس التبسيط والبساطة. تعريف التعقيد والتعقد ليس سهلا فهو معقد بحد ذاته. تتعامل الكثير من الفروع العلمية الحديثة مع الظواهر العلمية بتعقيداتها دون أي إجراءات تبسيطية. و من أهم هذه الظواهر العشاوة والجمل المعقدة التي تدرس بشكل أساسي في نظرية الشواش.
التعقيد والمعقد بالمقابل يترافق دوما مع مصطلح آخر هو : التركب والمركب “Complicated”. مصطلح “Complicated” يتميز باللاحقة اللاتينية “plic” التي تتضمن معاني الطوي واللف في حين “complex” تستخدم اللاحقة “plex” بمعنى النسج، وهذا يتضمن أن عملية التعقد تتضمن ارتباط وثيق بين عناصر مختلفة لتشكل اعتمادية متبادلة وتشكل كلا واحدا يؤلف جسما له خاصيات جيدة خصائصه أكبر من مجموع صفات المكونات. أما التركيب فهو عبارة عن عملية تطوي لأجسام لإخفاء أوجه من بعض المكونات وإظهار أخرى.